# Nacaduba akaba
Nacaduba akaba är en fjärilsart som beskrevs av Druce 1873. Nacaduba akaba ingår i släktet Nacaduba och familjen juvelvingar. Inga underarter finns listade i Catalogue of Life.